# Chargeman Ken!
Chargeman Ken! (яп. チャージマン研! Тядзиман Кэн!) — японский аниме-сериал, выпущенный студией Knack Productions. Транслировался по телеканалу Tokyo Broadcasting System с 1 апреля по 28 июня 1974 года. Всего выпущено 65 серий аниме. Сериал своим сюжетом и дизайном персонажей во многом схож с предыдущим сериалом студии Knack Productions — Astroganger.

## Сюжет
Действие происходит в неопределённом будущем, в мире высочайших развитых технологий. Однако на Землю нападает инопланетная раса «Дюралов», чтобы забирать у Земли её богатые ресурсы. Кэн Идзуми, 10-летний мальчик, становится новым супергероем, чтобы бороться с инопланетными захватчиками и спасти Землю. Саундтрек к сериалу был выпущен в 2010 году.

## Производство
Фактически сериал стал жертвой низкого бюджета. В середине 1970-х стандартный бюджет одной серии в аниме-сериале варьировался в районе от 4 до 6 миллионов йен, однако у «Chargeman Ken!» бюджет одной серии составлял всего 500 тысяч йен. Низкий бюджет привёл к тому, что аниматоры студии «Knack Productions» постепенно растеряли весь энтузиазм и начали прогуливать работу, что пагубно сказалось на качестве анимации.

## Роли озвучивали
- Кадзуко Савада — Кэн

На сегодняшний день большая часть информации о съёмочной группе до сих пор не обнародована, из-за чего неизвестен даже полный список сэйю, которые в титрах обозначены как «Труппа Киндайдза» (劇団近代座).

## Интернет-мем
Сериал пользовался крайне низкой популярностью и был со временем забыт, до того момента, как в 2007 году был выпущен на DVD-издании и стал бесплатно доступен на официальном сайте Nico Nico Douga, сериал быстро набрал популярность среди англоязычной аудитории, как «настолько ужасный, что хороший» (англ.so bad it’s good), из-за очень грубой и примитивной прорисовки, халтурной анимации, небрежных диалогов, крайне плохого звукового сопровождения, забавных злодеев и жестокости «героя». Вскоре сериал и его герой стали интернет-мемом, а в интернете стали появляться множество видео-ремиксов.